# Jakke Erixson
Jakob Isura Erikson, känd som Jakke Erixson, född 14 mars 1986 i Colombo, Sri Lanka, är en svensk musiker, låtskrivare och producent. Erixson är uppväxt i Gränna i Jönköpings län i Småland. Han har arbetat med artister som Christina Aguilera och Rod Stewart och även med den svenske musikproducenten Max Martin men framför allt tillsammans med den svenske producenten RedOne. Erixson har även skrivit flera låtar som tävlat i Melodifestivalen. Sedan omkring 2014 arbetar han i Los Angeles, USA, i ett tätt samarbete med marockansk-svenske låtskrivaren och musikproducenten Redone. Erixson är också en av upphovsmännen bakom låten Live Forever skriven till countrybandet The Band Perry och som var USA:s officiella OS-låt 2016.
Erixson är en av upphovsmännen bakom världshiten "Kings and Queens" av den amerikanska sångerska Ava Max. Låten blev en stor hit i USA och stora delar av Europa under 2020. Låt toppade listor i bland annat Kanada, Ungern, Israel och Polen.

## Bidrag i Melodifestivalen[4]
| Bidrag               | År   | Artist                    | Placering                | Medverkan                  |
| -------------------- | ---- | ------------------------- | ------------------------ | -------------------------- |
| "Yeba"               | 2010 | Getty Domein              | Utslagen                 | Producent                  |
| "Bedroom"            | 2014 | Alvaro Estrella           | Utslagen                 | Kompositör, textförfattare |
| "Around the World"   | 2014 | Dr Alban, Jessica Folcker | Utslagen                 | Kompositör, textförfattare |
| "Make Me (La La La)" | 2015 | Dinah Nah                 | 12:e plats               | Kompositör, textförfattare |
| "Håll om mig hårt"   | 2016 | Panetoz                   | Utslagen (Andra Chansen) | Kompositör, textförfattare |
| "Vamos Amigos"       | 2020 | Mendez, Alvaro Estrella   | 11:e plats               | Kompositör, textförfattare |

## Bidrag i Eurovision Song Contest[4]
| Bidrag          | År   | Artist    | Placering  | Medverkan                  | Övrigt                                                         |
| --------------- | ---- | --------- | ---------- | -------------------------- | -------------------------------------------------------------- |
| "I'm Not Alone" | 2013 | Kate Hill | Utslagen   | Kompositör, textförfattare | Deltog i den danska uttagningen "Dansk Melodi Grand Prix 2013" |
| "Miracle"       | 2016 | Samra     | 17:e plats | Kompositör, textförfattare |                                                                |

## Låtar i urval[4]
| Titel                                    | År   | Artist                                                      | Album             | Medverkan                             |
| ---------------------------------------- | ---- | ----------------------------------------------------------- | ----------------- | ------------------------------------- |
| "Pio Konta"                              | 2009 | Kostas Martakis                                             | Pio Konta         | Kompositör, producent                 |
| "Kano Oti Thes"                          | 2009 | Kostas Martakis                                             | Pio Konta         | Kompositör, producent                 |
| "Pote"                                   | 2009 | Kostas Martakis                                             | Pio Konta         | Kompositör, producent                 |
| "I Agapi Ine Edo"                        | 2009 | Kostas Martakis                                             | Pio Konta         | Kompositör, producent                 |
| "Take Me Home"                           | 2011 | Sanna Nielsen                                               | I'm In Love       | Kompositör, producent                 |
| "The One and Only"                       | 2012 | H.E.A.T                                                     | Adress the Nation | Kompositör, textförfattare            |
| "Let There Be Love"                      | 2012 | Christina Aguilera                                          | Lotus             | Kompositör, textförfattare            |
| "Todo el Mundo (Dancing in the Streets)" | 2013 | Danny Saucedo                                               | endast singel     | Kompositör, textförfattare            |
| "The Fire"                               | 2013 | Elin Bergman                                                | endast singel     | Kompositör, textförfattare            |
| "Loser"                                  | 2014 | Ola                                                         | Carelessly Yours  | Kompositör, textförfattare, producent |
| "Wild Roses"                             | 2014 | John de Sohn                                                | Far from Home     |                                       |
| "Chainsaw"                               | 2014 | Helena Paparizou                                            | One Life          | Kompositör, textförfattare, producent |
| "Hold the Line"                          | 2015 | Rod Stewart                                                 | Another Country   | Kompositör, textförfattare            |
| "Live Forever"                           | 2015 | The Band Perry                                              | endast singel     | Kompositör, textförfattare            |
| "Boom Boom"                              | 2016 | Red One featuring Daddy Yankee, French Montana & Dinah Jane | endast singel     | Kompositör, textförfattare            |
| "La Cintura"                             | 2018 | Alvaro Soler                                                | endast singel     | Producent                             |
| "Kings & Queens"                         | 2020 | Ava Max                                                     | Heaven & Hell     | Kompositör, textförfattare            |